# إدي غريفين
إدوارد غريفين (بالإنجليزية: Eddie Griffin)‏ (ولد في 15 يوليو 1968) كوميدي وممثل أمريكي. تم تصنيف غريفين في المرتبة 62 في قائمة كوميدي سنترال لأعظم 100 كوميدي ارتجالي في كل العصور.

## روابط خارجية
- الموقع الرسمي
- إدي غريفين على موقع IMDb (الإنجليزية)
- إدي غريفين على موقع روتن توميتوز (الإنجليزية)
- إدي غريفين على موقع ألو سيني (الفرنسية)
- إدي غريفين على موقع ميوزك برينز (الإنجليزية)
- إدي غريفين على موقع أول موفي (الإنجليزية)
- إدي غريفين على موقع قاعدة بيانات الأفلام السويدية (السويدية)
- إدي غريفين على موقع إن إن دي بي (الإنجليزية)
- إدي غريفين على موقع أول ميوزيك (الإنجليزية)
- إدي غريفين على موقع ديسكوغز (الإنجليزية)
- إدي غريفين على موقع قاعدة بيانات الفيلم (الإنجليزية)
- Eddie Griffin Going For Broke Official Site @ VH1.com